# Waterford (Írország)
Waterford (írül: Port Láirge) város Írország Munster tartományában, Waterford megye közigazgatási központja.

## Fekvése
Délkelet-Írország legnagyobb városa, Munster és Leinster tartományok határán helyezkedik el, a Suir-folyó hosszú, fjordszerű torkolatában.

## Történelem
A IX. század közepén alapították a vikingek, később a normannok kezébe került.
A középkor végén a város iparának a fellendülését a Franciaországból menekülő hugenottáknak köszönhette, ők hozták magukkal üvegkészítő mesterségüket és vetették meg a mai híres waterfordi kristály gyártásának az alapjait.

## Látnivalók
- Reginald-torony - 1003-ban építették a vikingek, az akkori városfalba illeszkedő tornyot a normannok bővítették ki három méter széles falakkal, jelenleg a Városi és Tengerészeti Múzeum működik benne
- Waterford Kristály Üzem
- Szent Patrik-katedrális - 1750-ben épült (katolikus)
- Christ Church-katedrális - 1770-ben épült (protestáns)
- Városháza - 1788-ban épült
- Waterford Történeti Múzeum

## Testvérvárosok
- - St. John's
- - Rochester
- - Saint-Herblain

## Képek

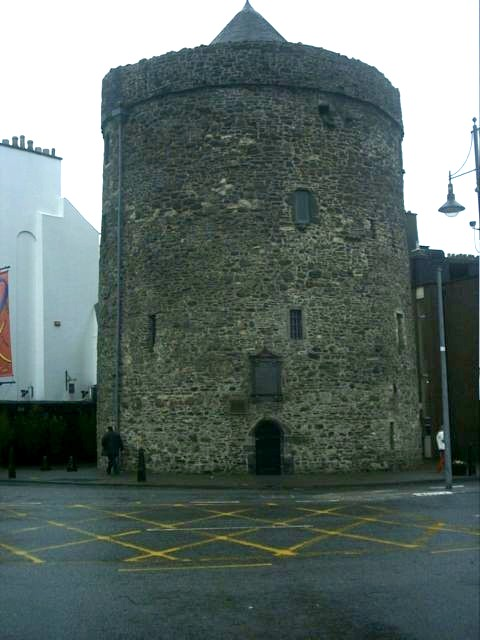
Reginald-torony
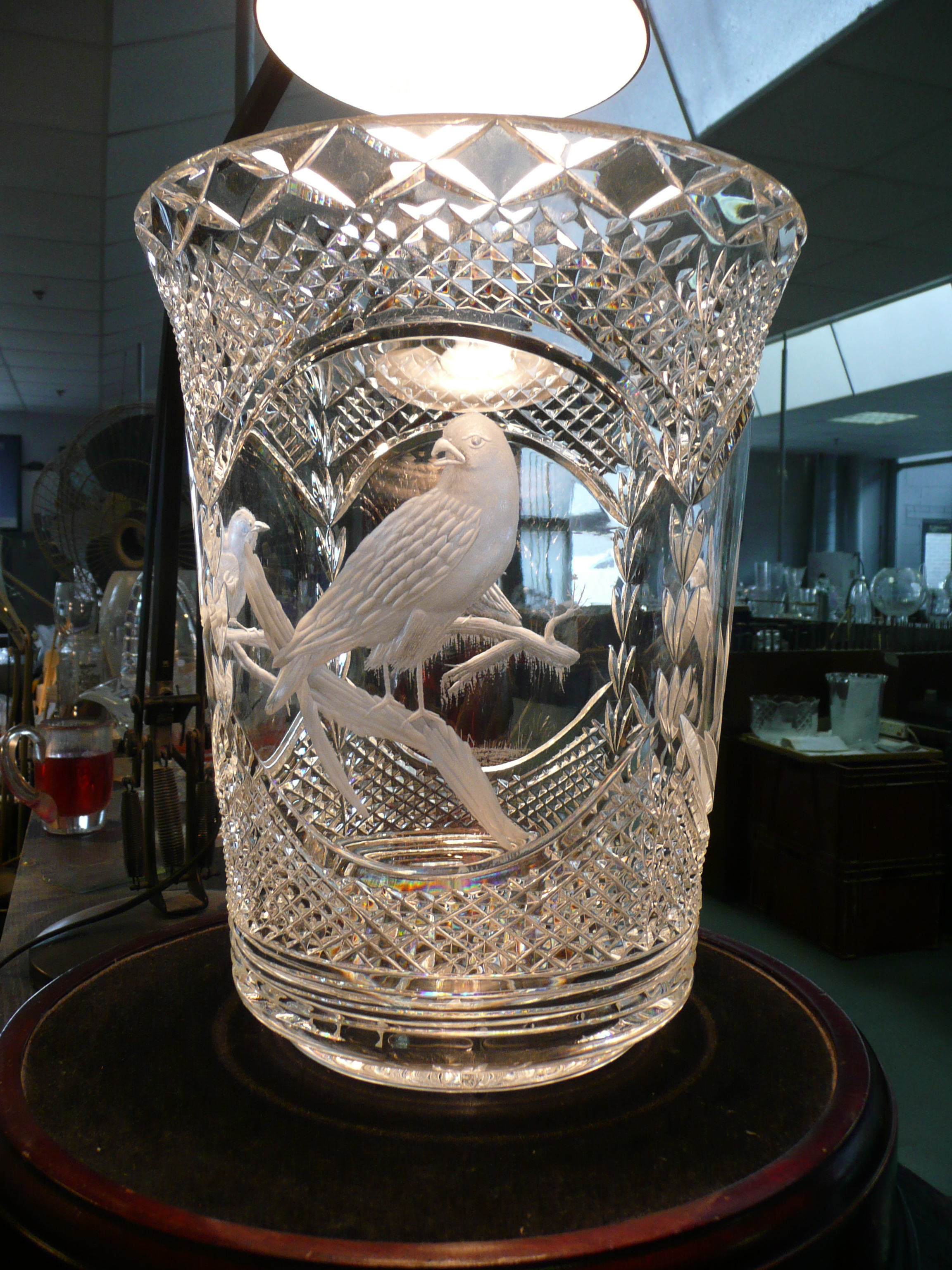
Waterfordi kristály
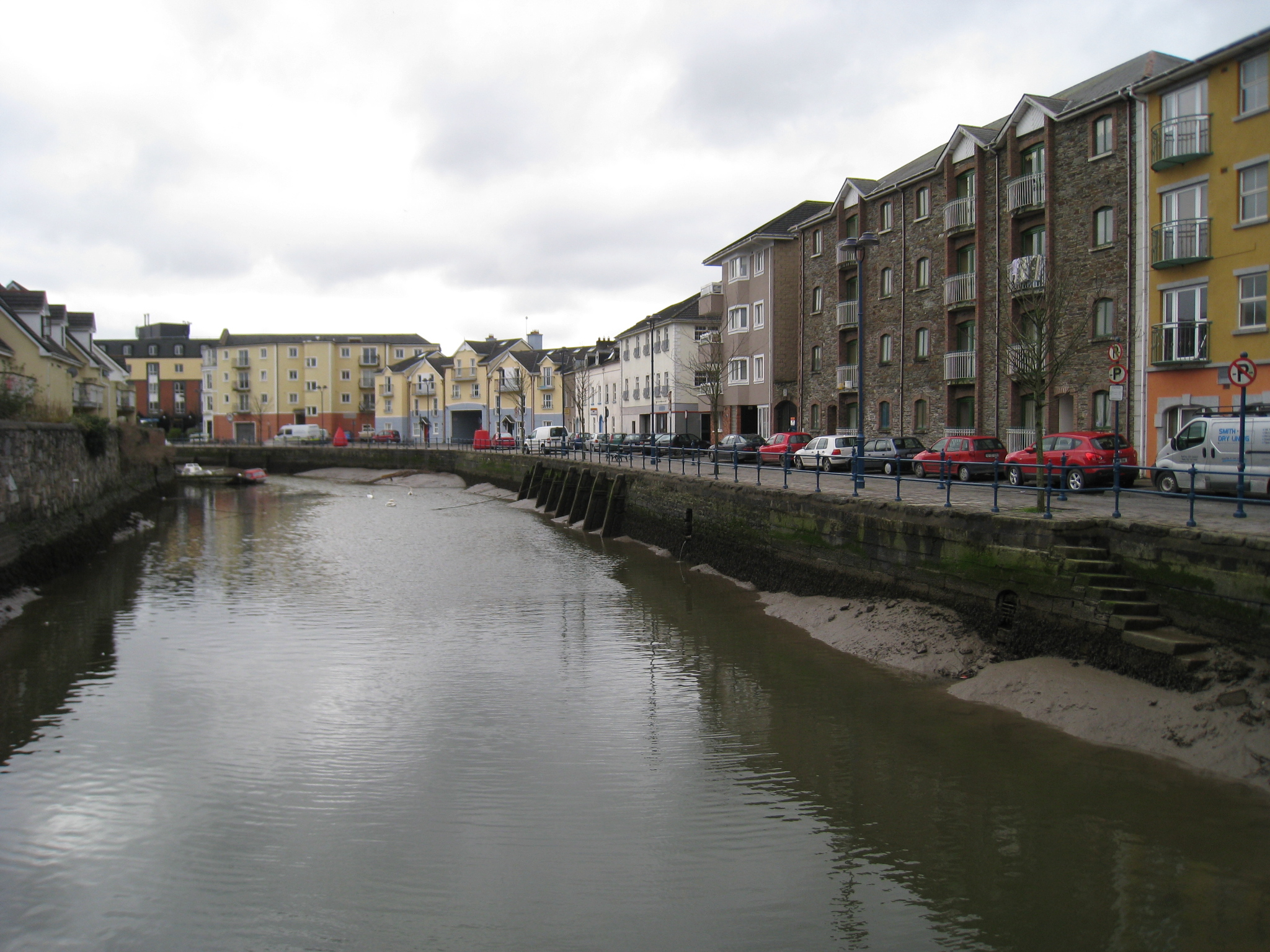
Lakónegyed a John's River partján

## Külső hivatkozások
- Hivatalos honlap